# Campionati del mondo di atletica leggera indoor 2010 - 3000 metri piani femminili
I 3000 m si sono tenuti il 12 ed il 13 marzo 2010.

## Risultati

### Batterie
Qualification: First 4 in each heat (Q) and the next 4 fastest (q) advance to the final.
| Pos | Batteria | Nome                  | Nazione       | Tempo   | Note          |
| --- | -------- | --------------------- | ------------- | ------- | ------------- |
| 1   | 2        | Meseret Defar         | Etiopia       | 8:48.23 | Q             |
| 2   | 2        | Sylvia Jebiwott Kibet | Kenya         | 8:48.60 | Q             |
| DQ  | 2        | Alemitu Bekele        | Turchia       | 8:48.73 | Q, SB, Doping |
| 3   | 2        | Layes Abdullayeva     | Azerbaigian   | 8:49.65 | Q, PB         |
| 4   | 2        | Jéssica Augusto       | Portogallo    | 8:50.81 | q             |
| 5   | 2        | Desireé Davila        | Stati Uniti   | 8:51.08 | q, PB         |
| 6   | 2        | Lidia Chojecka        | Polonia       | 8:52.14 | q, SB         |
| 7   | 2        | Adriënne Herzog       | Paesi Bassi   | 8:53.24 | q, PB         |
| 8   | 2        | Ancuţa Bobocel        | Romania       | 8:54.08 | PB            |
| 9   | 2        | Deirdre Byrne         | Irlanda       | 8:58.94 | PB            |
| 10  | 1        | Sentayehu Ejigu       | Etiopia       | 9:00.34 | Q             |
| 11  | 1        | Sara Moreira          | Portogallo    | 9:01.01 | Q             |
| 12  | 1        | Vivian Cheruiyot      | Kenya         | 9:01.35 | Q             |
| 13  | 1        | René Kalmer           | Sudafrica     | 9:01.41 | Q, NR         |
| 14  | 1        | Barbara Parker        | Gran Bretagna | 9:01.52 |               |
| 15  | 1        | Renata Pliś           | Polonia       | 9:02.68 |               |
| 16  | 1        | Sara Hall             | Stati Uniti   | 9:04.25 |               |
| 17  | 1        | Yelena Zadorozhnaya   | Russia        | 9:09.52 |               |
| 18  | 2        | Gemma Turtle          | Gran Bretagna | 9:17.55 |               |
| 19  | 1        | Hazel Murphy          | Irlanda       | 9:17.60 |               |
| 20  | 1        | Viktoriia Poliudina   | Kirghizistan  | 9:30.76 | NR            |

### Finale
| Pos | Nome                  | Nazione     | Tempo   | Note   |
| --- | --------------------- | ----------- | ------- | ------ |
| 1   | Meseret Defar         | Etiopia     | 8:51.17 |        |
| 2   | Vivian Cheruiyot      | Kenya       | 8:51.85 |        |
| 3   | Sentayehu Ejigu       | Etiopia     | 8:52.08 |        |
| 4   | Sylvia Jebiwott Kibet | Kenya       | 8:52.16 |        |
| DQ  | Alemitu Bekele        | Turchia     | 8:53.78 | Doping |
| 5   | Sara Moreira          | Portogallo  | 8:55.34 |        |
| 6   | Layes Abdullayeva     | Azerbaigian | 8:57.59 |        |
| 7   | Jéssica Augusto       | Portogallo  | 9:01.71 |        |
| 8   | René Kalmer           | Sudafrica   | 9:04.11 |        |
| 9   | Desireé Davila        | Stati Uniti | 9:07.24 |        |
| 10  | Lidia Chojecka        | Polonia     | 9:07.80 |        |
| 11  | Adriënne Herzog       | Paesi Bassi | 9:12.99 |        |